# Tuleu timpuriu
Tuleu timpuriu es una variedad cultivar de ciruelo (Prunus domestica), de las denominadas ciruelas europeas.
Una variedad de ciruela criada en Rumanía en el "Institutul de Cercetare – Dezvoltare pentru Pomicultura Pitesti – Maracineni" ("Instituto de investigación y desarrollo de Pomología Pitesti-Maracineni") situado en el Distrito de Argeș, mediante el cruce de las variedades 'Tuleu gras' x 'Peche'.
Las frutas tienen una talla de tamaño mediano de forma ovoidea, ligeramente asimétrica, con peso promedio de 40 g;epidermis tiene una piel fina, cenicienta, de color violácea a violeta, cubierta de pruina de color gris azulado, y una pulpa color verde amarillento, textura dura, crujiente, jugosa, y de sabor agradable de una calidad superior.

## Historia
En Rumanía, la ciruela ha sido y es, la especie frutal más cultivada. Esto se explica por su alta adaptación ambiental, facilidad de mejoramiento, rusticidad de los cultivares locales, condiciones climáticas favorables, y las diversas formas de comercialización disponibles. Los cultivares locales, están destinados especialmente a la destilación (representan la mayoría), pero siempre ha habido cultivares aptos tanto para el mercado en fresco así como para la transformación (por ejemplo, 'Tuleu gras', 'Grase romanesti', o 'Vinete romanesti').
Hay alrededor de tres mil variedades pertenecientes a Prunus domestica disponibles en presentes a nivel mundial que pueden ser utilizados como progenitores en la actividad de mejoramiento de ciruela. Un análisis de la pedigrí de los cultivares de ciruela desarrollado en los programas de mejoramiento rumanos muestra que la mayoría son descendiente de ‘Tuleu gras’, 'Renclod Althan’, ‘Anna Späth’, 'Stanley’ y ‘Early Rivers’, llamados 'ancestros'. Eso significa que la mayoría de los cultivares de ciruela tienen al menos uno de los antepasados como padre o abuelo. Para los 40 cvs de ciruela registrados en Rumanía en 60 años un mayor número de  cruces con estos "antepasados" han llevado a lo que llamamos "endogamia".
'Tuleu timpuriu' variedad de ciruela obtenida antes de 1967 por el cruce de las variedades 'Tuleu gras' como "Parental Madre" x fecundada por el polen de la variedad 'Peche' como "Parental Padre", en el "Institutul de Cercetare – Dezvoltare pentru Pomicultura Pitesti – Maracineni" ("Instituto de investigación y desarrollo de Pomología Pitesti-Maracineni") situado en el Distrito de Argeș, (Rumanía). Fue registrada comercialmente en el año 1967.

## Características
'Tuleu timpuriu' árbol de vigor medio a alto, de crecimiento piramidal, con formaciones de frutos cortos y medianos, androestériles. Sus flores son de tamaño mediano. Crece mejor en un lugar cálido y soleado, idealmente protegido del viento, sus exigencias al suelo del jardín son modestas: debe ser rico en nutrientes, húmico y húmedo y no propenso a encharcarse. Flor blanca, auto polinizable, produce abundantemente, pero tiende a la alternancia, tiene un tiempo de floración que comienza a partir del 15 de abril con el 10% de floración, para el 19 de abril tiene una floración completa (80%), y para el 1 de mayo tiene un 90% de caída de pétalos.
'Tuleu timpuriu' tiene una talla de tamaño mediano, forma ovoide, redondeada en los extremos, ligeramente asimétrica, con peso promedio de 40 g;epidermis tiene una piel fina, cenicienta, de color violácea a violeta, cubierta de pruina de color gris azulado; sutura con línea visible, de color algo más oscuro que el fruto. Situada en una depresión muy suave, algo más acentuada junto a cavidad peduncular; pedúnculo de longitud mediano, fuerte, leñoso, con escudete muy marcado, muy pubescente, con la cavidad del pedúnculo estrecha, poco profunda, rebajada en la sutura y más levemente en el lado opuesto; pulpa de color verde amarillento, textura dura, crujiente, jugosa, y de sabor agradable de una calidad superior.
Hueso no adherente, pequeño, tiene una forma ampliamente elíptica desde una vista lateral, elíptica desde el frente, a veces, la pulpa puede pegarse parcialmente a sus costados.
Su tiempo de recogida de cosecha temprano, que se inicia a principios de agosto. Mantiene la fruta de 14 a 20 días en las condiciones óptimas de almacenamiento.

## Usos
Hay que prestar atención a su polinización cruzada, pues no es autofértil, los individuos de otra variedad como polinizador más adecuados son 'Stanley', 'Anna Späth', 'Early Rivers'. Los frutos son atractivos en apariencia, y un sabor excelente.
Se usa comúnmente como postre fresco de mesa buena ciruela de postre de fines de verano, también se puede procesar por ejemplo en mosto de licor, conservas, como pasas secas, o compota, y también es uno de los componentes más utilizados en la elaboración de Magiun de Topoloveni, producto de la gastronomía rumana con DOP.